# Walter Lang
Walter Lang (Memphis, Tennessee, 10 de agosto de 1896 - Palm Springs, California, 7 de febrero de 1972) fue un director de cine estadounidense.

## Biografía
Nacido en Memphis, Lang se trasladó a Nueva York donde encontraría un trabajo en la oficina de una productora de cine. Eso hizo que empezaran a nacer los instintos artísticos de Lang, empezando a estudiar los lenguajes de la dirección y trabajando como director asistente. Paralelamente, Lang tuvo ambiciones artísticas como pintor e, incluso, abandonó los Estados Unidos para unirse a los escritores y pintores del barrio de Montparnasse de París. No tuvo éxito y regresó a la industria del cine.
En 1926, Walter Lang debutaría como director con la película muda The Red Kimona. A mediados de la década de 1930, Lang se incorporaría a la 20th Century Fox donde como director, formaría parte de los principales musicales de la Fox en las décadas de 1940 y 1950. Uno de los filmes más famosos de Lang fue la épica El rey y yo por el que sería nominado a los Premios Óscar a la mejor dirección. 
Lang murió en 1972 en Palm Springs a los 75 años y fue enterrado en el cementerio Inglewood Park, en California. 
Por su contribución a la industria del cine, Walter Lang tiene una estrella en el Paseo de la Fama de Hollywood situada en el 6520 de Hollywood Boulevard.

## Filmografía
- The Red Kimona (1925)
- The Earth Woman (1926)
- The Golden Web (1926)
- Money to Burn (1926)
- The Ladybird (1927)
- The Satin Woman (1927)
- Sally in Our Alley (1927)
- By Whose Hand? (1927)
- El héroe del colegio (The College Hero) (1927)
- La voladura de fuego (The Night Flyer) (1927)
- Alice Through a Looking Glass (1928)
- The Desert Bride (1928)
- The Spirit of Youth (1929)
- Hello Sister (1930)
- Cock o' the Walk (1930)
- The Big Fight (1930)
- The Costello Case (1930)
- Brothers (1930)
- Command Performance (1931)
- Hell Bound (1931)
- Women Go on Forever (1931)
- No More Orchids (1932)
- The Warrior's Husband (1933)
- Meet the Baron (1933)
- Whom the Gods Destroy (1934)
- The Party's Over (1934)
- The Mighty Barnum (1934)
- Carnival (1935)
- Hooray for Love (1935)
- Love Before Breakfast (1936)
- Esposa, doctor y enfermera (Wife, Doctor and Nurse) (1937)
- Second Honeymoon (1937)
- The Baroness and the Butler (1938)
- I'll Give a Million (1938)
- La pequeña princesa (The Little Princess) (1939)
- Susannah of the Mounties (1939)
- The Blue Bird (1940)
- Star Dust (1940)
- The Great Profile (1940)
- Tin Pan Alley (1940)
- Moon Over Miami (1941)
- A La Habana me voy (Week-End in Havana) (1941)
- Song of the Islands (1942)
- The Magnificent Dope (1942)
- Se necesitan maridos (Coney Island) (1943)
- Greenwich Village (1944)
- State Fair (1945)
- Claudia and David (1946)
- Sentimental Journey (1946)
- Siempre en tus brazos (Mother Wore Tights) (1947)
- Niñera moderna (Sitting Pretty) (1948)
- When My Baby Smiles at Me (1948)
- You're My Everything (1949)
- Trece por docena (Cheaper by the Dozen) (1950)
- The Jackpot (1950)
- En la costa azul (On the Riviera) (1951)
- Con una canción en mi corazón (With a Song in My Heart) (1952)
- Call Me Madam (1953)
- Luces de candilejas (There's No Business Like Show Business) (1954)
- El rey y yo (The King and I) (1956)
- Su otra esposa (Desk Set) (1957)
- No soy para ti (But Not for Me) (1959)
- Can-Can (Can-Can) (1960)
- The Marriage-Go-Round (1961)
- Blancanieves y los tres vagabundos (Snow White and the Three Stooges) (1961)

## Premios y distinciones
Premios Óscar
| Año  | Categoría                  | Película    | Resultado |
| ---- | -------------------------- | ----------- | --------- |
| 1957 | Óscar a la mejor dirección | El rey y yo | Nominado  |